# Hengelo
Hengelo é um município localizado no leste dos Países Baixos, na província de Overijssel, com 80.975 habitantes (2016), e uma área de 61,83 km². Além de Hengelo o município inclui os núcleos de Beckum e Oele, e a aldeia de Woolde.
Embora investigações arqueológicas indiquem que o local foi habitado muito antes, o município foi fundado em 1802. Naquela época, apenas existiam casas rurais.
No final do século XIX, a cidade desenvolveu-se rapidamente graças à construção de um importante entroncamento ferroviário.
Durante a Segunda Guerra Mundial, a cidade foi intensamente bombardeada pelos Aliados devido à existência da rede ferroviária, de indústria bélica e das fábricas locais. Acidentalmente, entre 6 e 7 de novembro de 1944, o centro da cidade foi bombardeado, matando um grande número de pessoas. Este facto deixou a cidade sem a maior parte de seu centro histórico, que foi depois reconstruído.

## Galeria de imagens

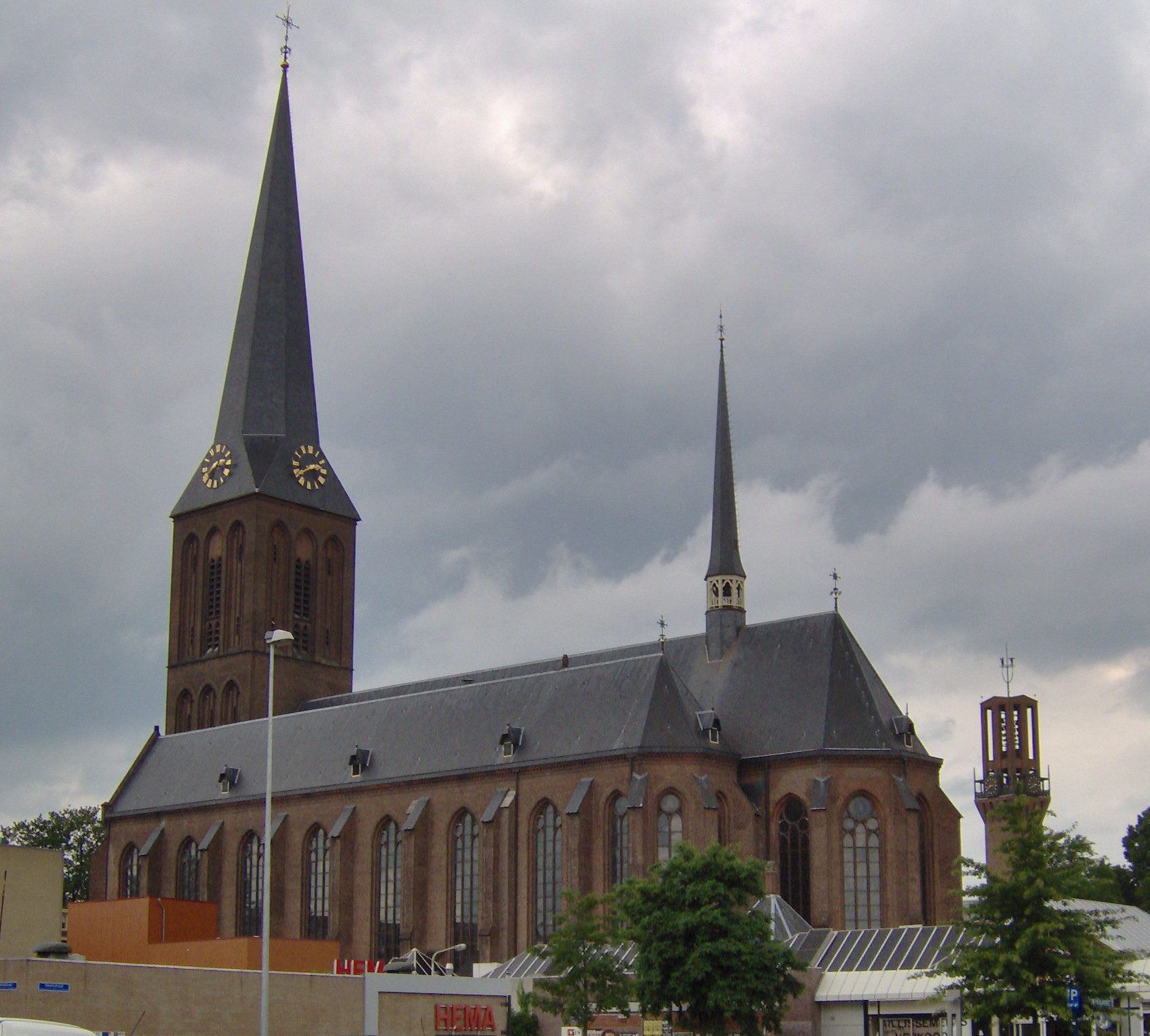
Basílica de São Lamberto
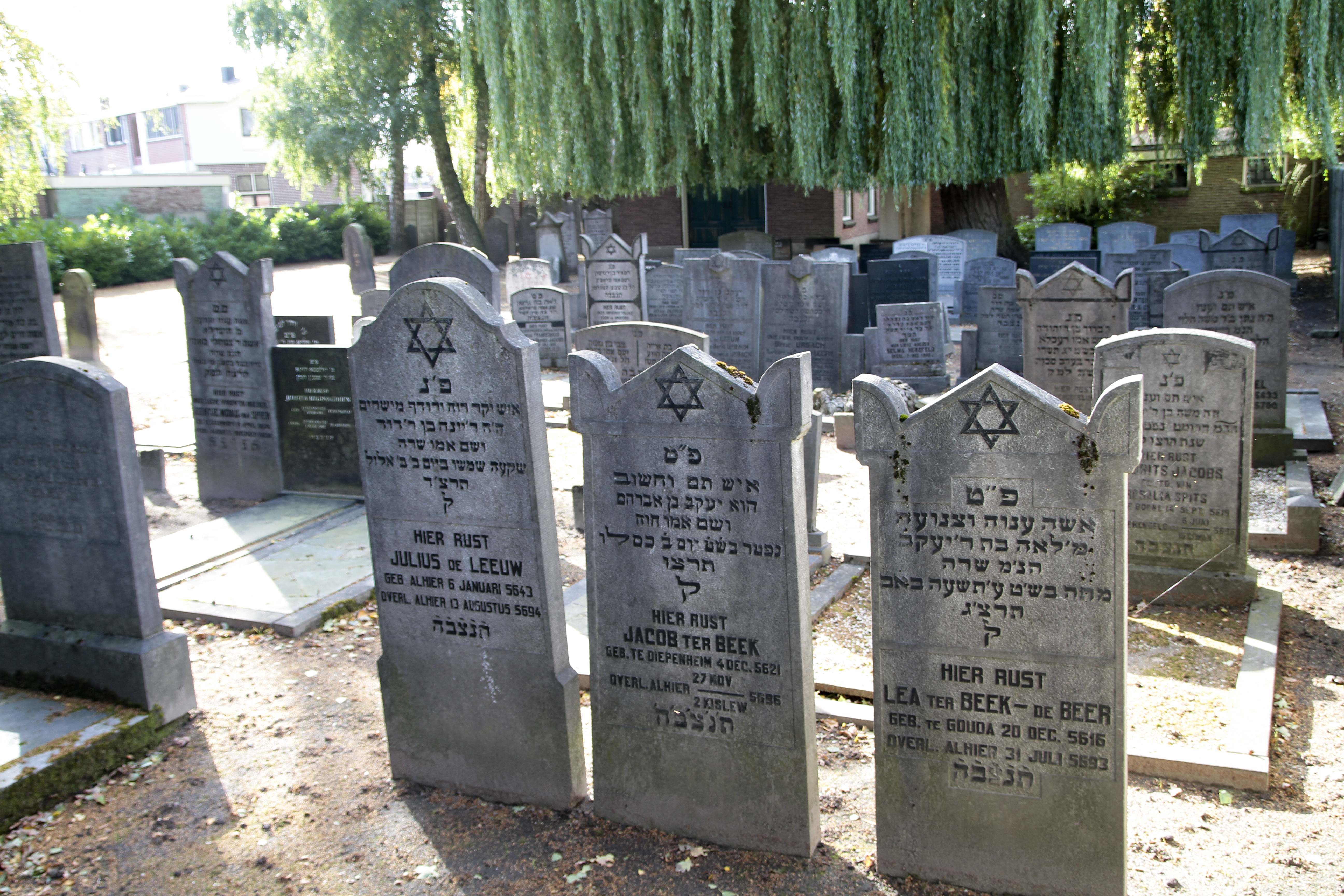
Cemitério judaico
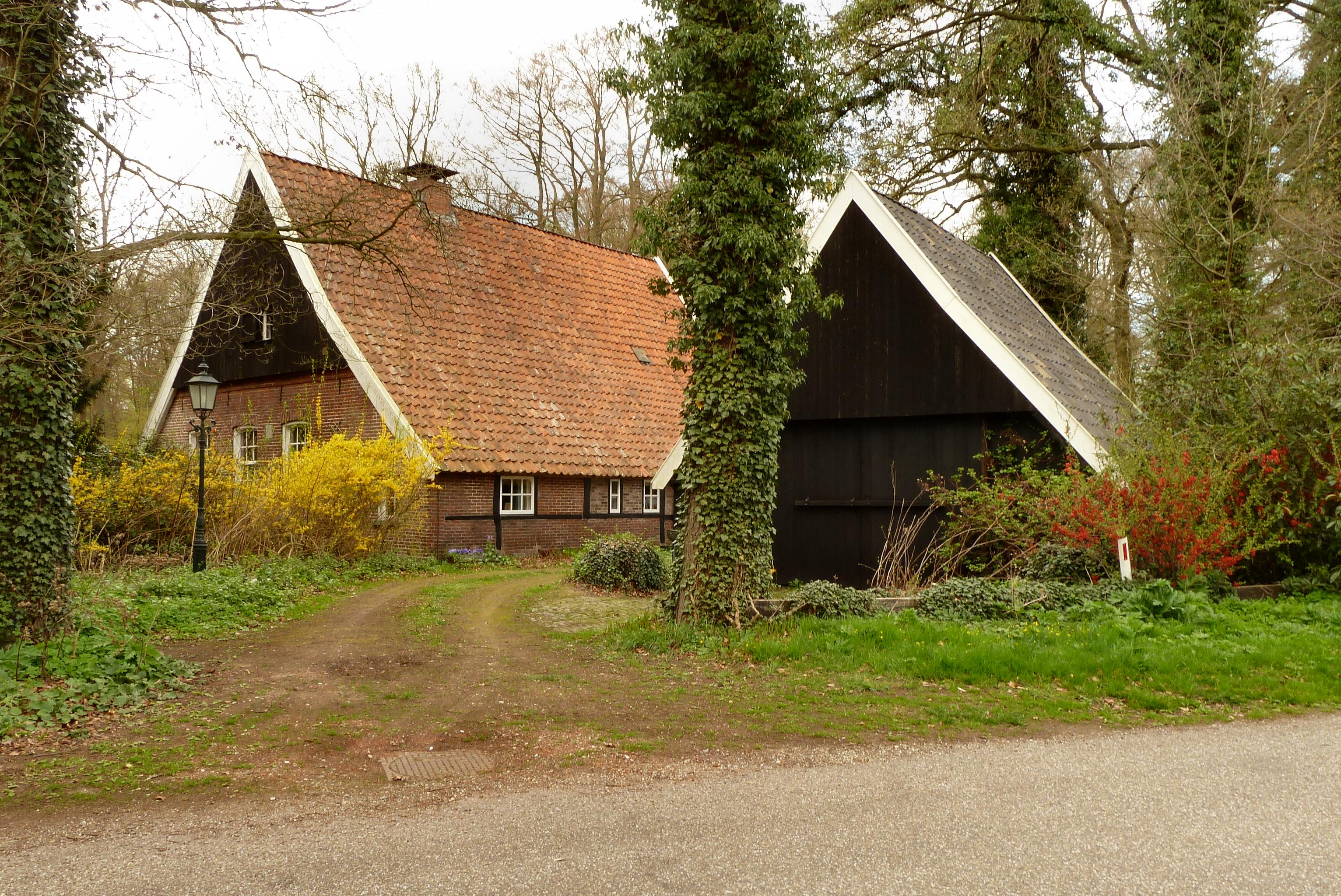
Quinta
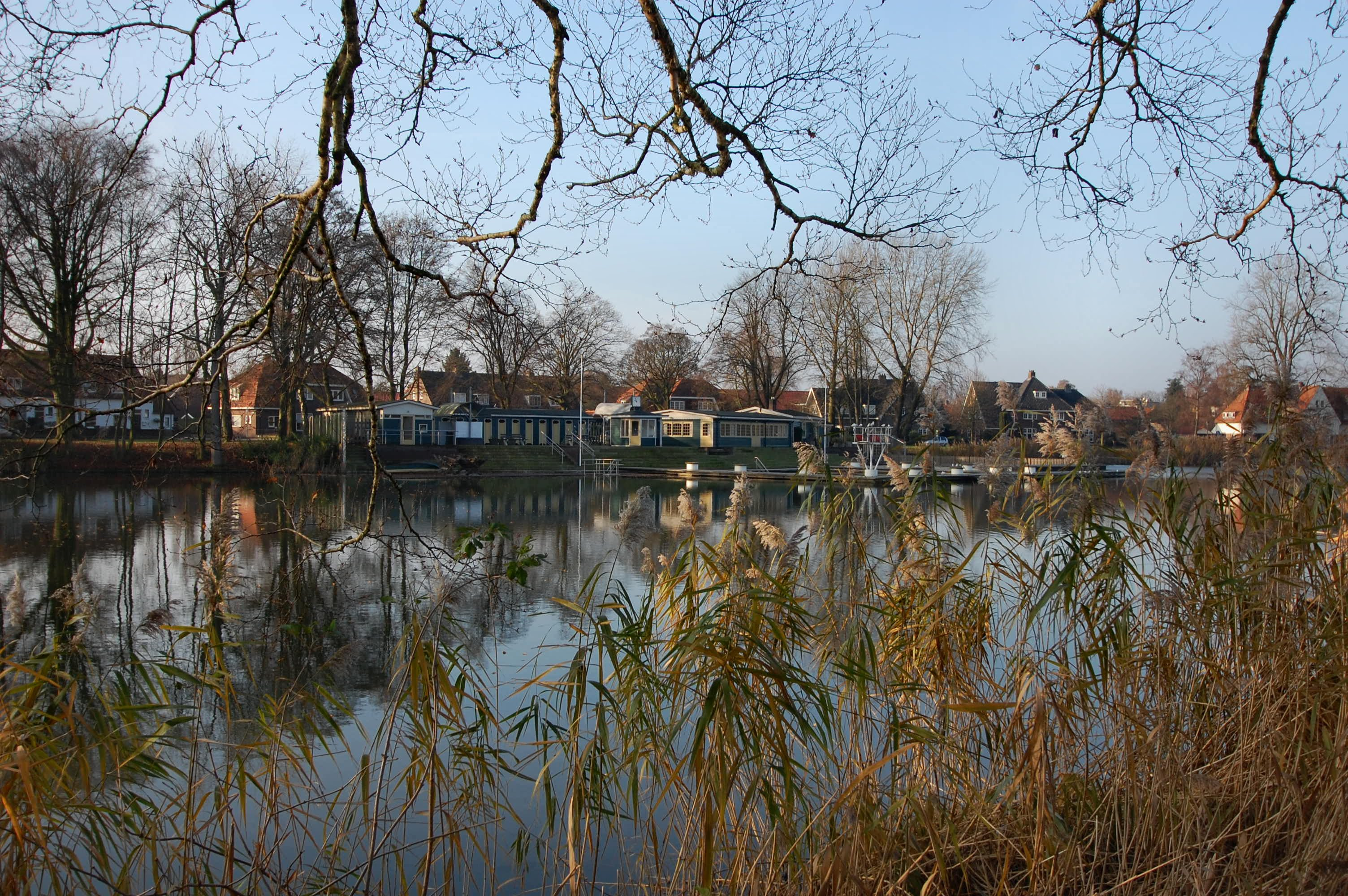
Tuindorp

## Cidades geminadas
- Ogre, Letónia
- Plzeň, República Checa
- Emsdetten, Alemanha